# Procerastea cirrata
Procerastea cirrata är en ringmaskart som beskrevs av Hartmann-Schröder 1990. Procerastea cirrata ingår i släktet Procerastea och familjen Syllidae. Inga underarter finns listade i Catalogue of Life.